# 曹铣
曹铣（1531年—1580年），字子良，號景坡，南直隶松江府华亭县（今金山区干巷镇）人，民籍，明朝官员。曹豹姪孫。

## 生平
嘉靖三十七年戊午（1558年）應天府乡试第八十四名举人，隆慶二年（1568年）戊辰科會試第三百五十二名，三甲三百十六名進士。授行人司行人，历兵部郎，万历七年（1579年）接替刘志业任漳州府知府一职，万历八年（1580年）卒于官，由陆从平接任。

## 家族
曾祖曹文豫。祖父曹麒。父曹玉。母姜氏。永感下。兄曹鍔（布政司都事、封光禄寺署丞）、曹鉞（陰陽正術）、曹鑰（布政司照磨）、曹鉉、曹鉷（县丞）。弟曹鎛。子曹蕃，號芝亭，舉人，官荆州府通判。孫曹雲程。
從弟曹钥迁居嘉善县魏塘镇大安坊，曹玥之孫曹勋是崇祯元年进士，官至礼部侍郎。